# 桂歌助
桂 歌助（かつら うたすけ、1962年9月19日 - ）は、新潟県十日町市出身の落語家。落語芸術協会所属。本名∶関口 昇。出囃子は『十日町小唄』。

## 経歴
新潟県十日町市の土産屋に生まれる。新潟県立十日町高等学校卒業後、浪人生活を経て1982年に東京理科大学理学部数学科へ入学。大学2年の頃から人前で話す能力を磨くため落語を聞き始める。落語家に入門するため、新潟の実家を訪れ寝起きの父親を説得し了承を得る。1985年12月に桂歌丸に入門。1986年1月に「歌児」を拝命し、同年3月に横浜市の三吉演芸場で初高座に上がる。演目は、「道灌」であった。同年5月に前座になる。1987年、1年の留年を経て東京理科大学を卒業。
1990年6月、二ツ目昇進し「歌助」に改名。
1999年5月、真打昇進。これをきっかけに「東海道五十三次一宿一席宿場寄席」として、東海道を歩きながらの活動をする。2000年4月から7月にかけてテレビ時代劇水戸黄門第28部に出演。

## 人物
So-netに勤めていた知人の助けを借り、1996年に落語家としては2番目の早さでホームページを開設。歌助の興行にはSo-netがスポンサーに付くこともある。
東京理科大学時代、向かいの法政大学からやってきた統一協会の勧誘に引っかかりサークルに何回か行ったことがある。また、大学ではESS(英語研究会）でディベートクラスにいたが、そこに早稲田大学から講師としてやってきたのが上祐史浩だった。
最初に歌丸に入門願いに行ったのは若竹で、入口で対応したのが三遊亭楽大（現：伊集院光）。
囲碁はアマチュア有段者の腕前であり、2016年5月に本因坊戦が能代市で実施されるのにあわせて、同地で独演会を実施した。また、NHKの番組囲碁フォーカスで、2019年度・2020年度に「囲碁川柳・なぞかけ・創作四字熟語」のコーナーに出演した。

## 芸歴
- 1985年12月 - 桂歌丸に入門、前座名は「歌児」。
- 1986年5月 - 前座となる。
- 1990年6月 - 二ツ目昇進、「歌助」に改名。
- 1999年5月 - 真打昇進。

## 弟子
- 桂れん児 - 前座

## 出演作品
- 水戸黄門第28部 第2話、第8話、第11話、第17話（2000年、TBS / C.A.L） - 先達歌助 役（準レギュラー）
- 街道てくてく旅 岩本輝雄の旅のアドバイザーとして時々出演。宮宿から桑名宿までは一緒に旅をする。

## 著書
- 「師匠 歌丸 背中を追い続けた三十二年」（イースト・プレス、2018年7月） ISBN 978-4781616933